# Karl Theophil Guichard

Karl Theophil Guichard

Karl Theophil Guichard, nobilitiert als Quintus Icilius genannt, (* 1724 in Magdeburg; † 1775 in Potsdam) war ein preußischer Offizier und Militärschriftsteller der friderizianischen Epoche.

## Leben
Karl Theophil Guichard entstammte einer in Magdeburg ansässigen Hugenottenfamilie. Der Vater betrieb eine Porzellanmanufaktur. Guichard studierte Theologie und alte Sprachen (Lateinisch, Griechisch, Syrisch und Chaldäisch). Er wurde Erzieher der Kinder des Statthalters von Holland und hoffte, als Professor nach Leiden berufen zu werden. Als diese Hoffnung fehlschlug, wurde er 1747 Soldat und focht als holländischer Offizier im Österreichischen Erbfolgekrieg in den Niederlanden. Guichard zog dann nach England, wo er seine Studien über das Kriegswesen der Griechen und Römer fortsetzte und sich taktisch mit den Schlachten der Römer gegen die Karthager beschäftigte.
1757, inmitten des Siebenjährigen Krieges, wurde Guichard von Herzog Ferdinand von Braunschweig König Friedrich II. empfohlen, zu dem er im Winter 1758 nach Breslau kam. König Friedrich mochte ihn gerne, ernannte ihn zum Hauptmann und Flügeladjutanten und führte oft gelehrte Diskussionen mit ihm. Als beide 1759 über den Namen jenes Centurios diskutierten, der in der Schlacht von Pharsalos verbürgtermaßen entscheidend zum Sieg Caesars über Pompeius beigetragen hatte, verwies Friedrich II. auf einen gewissen „Quintus Icilius“. Guichard beharrte energisch auf seinem Namenskandidaten, „Quintus Aetilius“. Der König gab nach, verfügte aber, dass Guichard fortan den Namen von Quintus Icilius zu führen habe – womit der er Guichard gleichzeitig in den Adelsstand erhoben hatte. Tatsächlich hatten sich beide geirrt: Bei dem besagten Centurio handelte es sich um den Primus Pilus Gaius Crastinus, der seinen Einsatz bei Pharsalos mit dem Leben bezahlt hatte.
Noch im selben Jahr wurde Guichard Kommandeur des Freibataillons du Vergiers. Als solcher exekutierte er den Befehl des Königs, Schloss Hubertusburg zu plündern, nachdem Johann Friedrich Adolf von der Marwitz den entsprechenden Befehl verweigert hatte. Zum Dank erhielt Guichard das Schloss vom König geschenkt, verkaufte es aber gleich wieder. Dermaßen bereichert, konnte er nach dem Kriege das Gut Wassersuppe bei Rathenow erwerben. Er blieb weiterhin Gesellschafter des Königs und wurde um 1769 zum Oberst befördert. Dazu oblag ihm als Bibliothekar die Verwaltung der Bibliothek des Königs. Gleichzeitig setzte er seine Studien über die Kriege im Altertum fort. Guichard war der erste Militärhistoriker, der mit dem Verständnis militärischer Themen eine ausgezeichnete Kenntnis der alten Sprachen verband und fand noch zu seinen Lebzeiten Aufnahme in Johann Christoph Adelungs Gelehrtenlexikon. Er starb 1775 auf seinem Gut. Friedrich II. erwarb die gesamte 5.600 Bände umfassende Bibliothek für 12.000 Taler. Die Bücher bildeten bis 1795 eine eigene Abteilung der königlichen Bibliothek. Die Bände tragen das mit Putten dekorierte Exlibris mit dem Namenszug Quinti Icilii und gehören noch heute größtenteils zum Bestand der Staatsbibliothek zu Berlin.

## Familie
Er heiratete am 3. Januar 1771 Henriette Helene Albertine von Schlabrendorf (1747–1783), die Tochter des Generalmajors Gustav Albrecht von Schlabrendorf.
Das Paar hatte eine Tochter und einen Sohn. Der Sohn Friedrich Guichard genannt Quintus Icilius (* 1773; † 1799 im Duell) heiratete die Fabrikantentochter Sophie Laurette Marie Elisabeth von Tiling (* 3. Januar 1772; † 15. Mai 1798). Sie war bereits Witwe des Hauptmanns Karl Wilhelm Schlüter (1753–1793)
- Sein Enkel Heinrich von Quintus Icilius war Mitglied der Frankfurter Nationalversammlung 1848.

## Werke
- Mémoires militaires sur les Grecs et les Romains. De Hondt, Haag 1758. (Digitalisat Band 1), (Band 2)
- Catalogue des antiques et des curiosités du cabinet de seu Monsieur Quintus Icilius. 1759. (Handschrift) (Digitalisat)
- Mémoires critiques et historiques sur plusieurs points d’antiquités militaires. 4 Bände. Haude & Spener, Berlin 1773. (Digitalisat Band 1), (Band 2), (Band 3), (Band 4)
- Catalogue Des Médailles Et Monnoïes Antiques Du Cabinet De Feu Monsieur Quintvs Icilivs. Colonel D'Infanterie Au Service De S. M. Le Roi De Prusse. Haude & Spener, Berlin 1774. (Digitalisat Band 1), (Band 2)